# Campeonato Mundial de Halterofilismo de 2019 - Até 89 kg masculino
A categoria até 89 kg masculino foi um evento do Campeonato Mundial de Halterofilismo de 2019, disputado no Centro Nacional de Treinamento Esportivo Oriental, em Pattaya, na Tailândia, no dia 23 de setembro de 2019. 

## Calendário
Horário local (UTC+7)
| Dia            | Horário | Fase    |
| -------------- | ------- | ------- |
| 23 de setembro | 10:00   | Grupo C |
| 23 de setembro | 14:25   | Grupo B |
| 23 de setembro | 20:25   | Grupo A |

## Medalhistas
| Evento    | Ouro                   | Ouro   | Prata                     | Prata  | Bronze                    | Bronze |
| --------- | ---------------------- | ------ | ------------------------- | ------ | ------------------------- | ------ |
| Arranque  | Revaz Davitadze (GEO)  | 172 kg | Aliaksandr Bersanau (BLR) | 169 kg | Keydomar Vallenilla (VEN) | 169 kg |
| Arremesso | Toshiki Yamamoto (JPN) | 208 kg | Hakob Mkrtchyan (ARM)     | 208 kg | Ali Miri (IRI)            | 207 kg |
| Total     | Hakob Mkrtchyan (ARM)  | 375 kg | Ali Miri (IRI)            | 374 kg | Revaz Davitadze (GEO)     | 371 kg |

## Recordes
Antes desta competição, o recorde mundial da prova era o seguinte:
| Recorde         | Tipo      | Atleta         | Peso   | Local | Data                  |
| Recorde Mundial | Arranque  | Padrão mundial | 179 kg |       | 1 de novembro de 2018 |
| Recorde Mundial | Arremesso | Padrão mundial | 216 kg |       | 1 de novembro de 2018 |
| Recorde Mundial | Total     | Padrão mundial | 387 kg |       | 1 de novembro de 2018 |

## Resultado
Os resultados foram os seguintes. 
| Pos.              | Atleta                    | Grupo | Arranque (kg) | Arranque (kg) | Arranque (kg) | Arranque (kg)     | Arremesso (kg) | Arremesso (kg) | Arremesso (kg) | Arremesso (kg)    | Total |
| Pos.              | Atleta                    | Grupo | 1             | 2             | 3             | Resultado         | 1              | 2              | 3              | Resultado         | Total |
| ----------------- | ------------------------- | ----- | ------------- | ------------- | ------------- | ----------------- | -------------- | -------------- | -------------- | ----------------- | ----- |
| Medalha de ouro   | Hakob Mkrtchyan (ARM)     | A     | 163           | 167           | 170           | 4                 | 204            | 208            | —              | Medalha de prata  | 375   |
| Medalha de prata  | Ali Miri (IRI)            | A     | 160           | 165           | 167           | 5                 | 202            | 207            | 210            | Medalha de bronze | 374   |
| Medalha de bronze | Revaz Davitadze (GEO)     | A     | 166           | 169           | 172           | Medalha de ouro   | 199            | 203            | 204            | 8                 | 371   |
| 4                 | Aliaksandr Bersanau (BLR) | A     | 160           | 166           | 169           | Medalha de prata  | 196            | 201            | 205            | 5                 | 370   |
| 5                 | Toshiki Yamamoto (JPN)    | B     | 155           | 160           | 160           | 13                | 193            | 200            | 208            | Medalha de ouro   | 368   |
| 6                 | Yu Dong-ju (KOR)          | B     | 157           | 162           | 162           | 9                 | 200            | 205            | 209            | 4                 | 367   |
| 7                 | Olfides Sáez (CUB)        | B     | 157           | 162           | 165           | 6                 | 199            | 204            | 204            | 7                 | 364   |
| 8                 | Keydomar Vallenilla (VEN) | A     | 164           | 167           | 169           | Medalha de bronze | 195            | 200            | 200            | 12                | 364   |
| 9                 | Mohammad Zareei (IRI)     | A     | 165           | 169           | 170           | 7                 | 196            | 206            | 207            | 10                | 361   |
| 10                | Denis Ulanov (KAZ)        | A     | 152           | 160           | 163           | 8                 | 195            | 200            | 200            | 11                | 358   |
| 11                | Davit Hovhannisyan (ARM)  | A     | 160           | 160           | 165           | 14                | 190            | 195            | —              | 13                | 355   |
| 12                | Krenar Shoraj (ALB)       | B     | 153           | 156           | 161           | 15                | 192            | 198            | —              | 9                 | 354   |
| 13                | Romain Imadouchène (FRA)  | A     | 153           | 157           | 157           | 18                | 199            | 199            | 200            | 6                 | 353   |
| 14                | Ruslan Kozhakin (UKR)     | B     | 154           | 158           | 160           | 12                | 183            | 188            | 191            | 14                | 351   |
| 15                | Roman Chepik (RUS)        | B     | 155           | 160           | 163           | 10                | 184            | 190            | 195            | 15                | 350   |
| 16                | Jordan Cantrell (USA)     | B     | 153           | 157           | 160           | 11                | 185            | 189            | 190            | 16                | 350   |
| 17                | David Samayoa (CAN)       | B     | 150           | 155           | 158           | 16                | 180            | 188            | 191            | 17                | 343   |
| 18                | Daýanç Aşyrow (TKM)       | B     | 150           | 150           | 154           | 17                | 180            | 185            | 189            | 18                | 339   |
| 19                | Forrester Osei (GHA)      | C     | 145           | 145           | 145           | 19                | 181            | 181            | 181            | 20                | 326   |
| 20                | Karol Samko (SVK)         | B     | 136           | 139           | 143           | 24                | 184            | 188            | —              | 19                | 323   |
| 21                | Ahmed Abu-Zriba (LBA)     | C     | 141           | 146           | 148           | 21                | 170            | 176            | 179            | 21                | 320   |
| 22                | Amar Musić (CRO)          | C     | 136           | 141           | 147           | 22                | 170            | 176            | 177            | 22                | 318   |
| 23                | Noah Santavy (CAN)        | C     | 135           | 140           | 140           | 23                | 165            | 170            | 175            | 23                | 310   |
| 24                | Camilo Zapata (CHI)       | C     | 135           | 140           | 143           | 20                | 165            | 165            | 170            | 24                | 308   |
| 25                | Ensar Musić (CRO)         | C     | 115           | 120           | 126           | 28                | 165            | 165            | 165            | 25                | 285   |
| 26                | Federico Santana (URU)    | C     | 117           | 122           | 125           | 27                | 142            | 145            | —              | 26                | 267   |
| —                 | Tobias Knudsen (DEN)      | C     | 132           | 136           | 136           | 25                | 165            | 165            | 165            | —                 | —     |
| —                 | Afiq Haziq Daniel (MAS)   | C     | 128           | 131           | 133           | 26                | 161            | 161            | 161            | —                 | —     |
| —                 | Safaa Rashed (IRQ)        | A     | 160           | 163           | —             | —                 | —              | —              | —              | —                 | —     |
| DSQ               | Maksim Mudreuski (BLR)    | A     | 160           | 165           | 166           | —                 | 191            | 196            | 200            | —                 | —     |
| DSQ               | Irmantas Kačinskas (LTU)  | C     | 142           | 146           | 150           | —                 | 171            | 177            | 177            | —                 | —     |